# 507
507（五百七、五〇七、ごひゃくなな）は自然数、また整数において、506の次で508の前の数である。

## 性質
- 507は合成数であり、約数は 1, 3, 13, 39, 169, 507 である。
  - 約数の和は732。
  - 素数を除いて σ(n) − n が平方数になる30番目の数である。1つ前は495、次は511。ただしσは約数関数。(オンライン整数列大辞典の数列 A048699)
- 507 = 220 + 221 + 222
  - a = 22 のときの a0 + a1 + a2 の値とみたとき1つ前は463、次は553。
  - 22の累乗和とみたとき1つ前は23、次は11155。(オンライン整数列大辞典の数列 A218725)
    - 507 = 223 − 1/22 − 1 = 233 + 1/23 + 1
- 各位の和が12になる44番目の数である。1つ前は480、次は516。
- 507 = 3 × 132
  - n = 13 のときの 3n2 の値とみたとき1つ前は432、次は588。(オンライン整数列大辞典の数列 A033428)
- 507 = 52 + 112 + 192 = 72 + 132 + 172 = 132 + 132 + 132
  - 3つの平方数の和3通りで表せる72番目の数である。1つ前は504、次は515。(オンライン整数列大辞典の数列 A025323)
  - 507 = 52 + 112 + 192 = 72 + 132 + 172
    - 異なる3つの平方数の和2通りで表せる99番目の数である。1つ前は500、次は513。(オンライン整数列大辞典の数列 A025340)
- 507 = 262 − 169
  - n = 26 のときの n2 − 132 の値とみたとき1つ前は456、次は560。(オンライン整数列大辞典の数列 A132768)

## その他 507 に関連すること
- BMW・507 - ドイツの自動車メーカー・BMWが1956年から1959年まで製造していたスポーツカー。
- KOI 507
- 507SH
- ガンヘッド507